# FlatOut Racing
FlatOut Racing es un videojuego de carreras de la serie FlatOut desarrollado por Xendex Entertainment y publicado por I-play para teléfonos móviles el 5 de diciembre de 2008.
Como en otros juegos de la serie FlatOut, en el proyecto el jugador tendrá que turnarse en competencias de carreras en diferentes autos. El juego contiene daños tanto a los coches como a los objetos circundantes. A medida que avanzas, se abren nuevas pistas y coches.
El desarrollo de FlatOut Racing fue realizado por Xendex, cuyos representantes extrajeron ideas de las entregas anteriores de la serie. El simulador de coche fue recibido de forma ambigua por la prensa de juegos. La idea y el estilo visual se atribuyeron al mérito, pero se criticaron la complejidad y el sonido.
El juego es una nueva textura modificada del juego anterior del estudio: 4 Wheel Xtreme, que se lanzó en 2007.

## Jugabilidad
FlatOut Racing es un juego de carreras lanzado en dos versiones una en gráficos 2D y la otra en gráficos 3D, cada uno con una perspectiva diferente. El jugador tendrá que pasar por los niveles de bronce, plata y oro, cada uno con sus propias pistas. Hay cuatro competidores en cada carrera. Después de pasar la pista en los lugares premiados (primera, segunda o tercera), se abre la siguiente pista y se otorga una medalla (de acuerdo con el lugar ocupado, oro, plata o bronce). Después de pasar un cierto número de pistas, también se abren nuevos autos, de los cuales solo hay ocho en el juego.
Durante las carreras, el jugador puede obtener un suministro de óxido nitroso; para ello, debes derribar los coches de los rivales u objetos circundantes. El óxido nitroso le permite ganar velocidad rápidamente. En las carreras es posible acortar la ruta, sin embargo, si el camino es demasiado corto, la flecha señalará el punto de control perdido. En caso de colisiones con objetos pesados o automóviles rivales, el automóvil se dañará, lo que puede provocar daños en el automóvil y, como resultado, la pérdida. Las condiciones meteorológicas también varían en las pistas, por ejemplo, puede llover o nevar.

## Desarrollo y lanzamiento
FlatOut Racing se anunció el 6 de noviembre de 2008 después de que el estudio desarrollador Xendex Entertainment contratara al editor Empire Interactive para continuar la serie FlatOut para teléfonos móviles. El editor de I-play, a su vez, debe publicar el juego en las redes de distribución de juegos móviles. Según Achim Körten, director de marketing de Xendex, el equipo estaba encantado de asociarse con I-play para promover la serie FlatOut como el principal juego de carreras para teléfonos móviles. Los desarrolladores afirman que al crear FlatOut Racing, se inspiraron en FlatOut: Head On para PlayStation Portable, y prometieron esperar la misma jugabilidad espectacular en el próximo proyecto, tres clases de coches, 24 pistas, efectos meteorológicos, así como la máxima destrucción del medio ambiente y los coches.
FlatOut Racing fue lanzado el 5 de diciembre de 2008 en redes de distribución de juegos móviles en países europeos.

## Recepción
Spenner Spencer, de Pocket Gamer, calificó a FlatOut Racing con un 6 de 10. Al crítico le gustó la interesante idea del juego y la pista, y señaló que el juego se veía muy bien visualmente, pero las desventajas eran la baja velocidad y el desequilibrio, a menudo de baja dificultad, así como los efectos de sonido "terribles". Como resultado, Spencer señaló que "el proyecto tiene mucho potencial entre los juegos de carreras realistas en los últimos años, pero carece de variedad y optimización para ser el gran juego de carreras arcade que te gustaría".